# Philipp von Hörnigk
Philipp Wilhelm von Hörnigk (Francoforte sul Meno, 23 gennaio 1640 – Vienna, 23 ottobre 1714) è stato un funzionario ed economista tedesco, uno dei fondatori del cameralismo e sostenitore della teoria economica nota come mercantilismo.

## Biografia
I suoi genitori erano il farmacista di Francoforte e medico cittadino (Stadtarzt) Ludwig von Hörnigk  e di sua moglie Maria Elisabeth de Jacobinis. Nel 1650 si recò con il padre a Magonza, dove compì i suoi studi fino al 1654 per poi continuarli dal 1657 a Lovanio, all'epoca parte dei Paesi Bassi spagnoli. Nel 1660 iniziò a studiare presso la prestigiosa Università Cattolica di Ingolstadt in Baviera, dove conseguì il dottorato nel 1661. Nel 1664-1665 si spostò a Vienna, dove fu impiegato al servizio del vescovo di Tenin Cristóbal de Rojas y Spínola a Wiener Neustadt. Dal 1669 fu amministratore nella parrocchia di Hartberg in Stiria.
Dal 1673 si occupò di statistica commerciale e successoria a Vienna insieme a Johann Joachim Becher (suo cognato, in quanto sposò sua sorella Maria Veronika von Hörnigk). Nel 1680 fu segretario del conte e ambasciatore austriaco a Berlino Johann Philipp Graf Lamberg. Nel 1682 pubblicò due trattati di diritto pubblico, nei quali criticava severamente eventuali pretese francesi sul territorio tedesco.
Nel 1690, quando la sua influenza alla corte viennese era oramai scemata, si trasferì alla curia di Passavia dove entrò al servizio di Johann Philipp von Lamberg, da poco divenuto vescovo, diventandone suo consigliere personale e privato. Trascorse il resto della sua vita a Passavia, a quel tempo era politicamente orientata verso l'Austria. Nel 1708 pubblicò la sua ultima opera Historische Anzeig von den eigentliche Ursachen der Privilegierungen des Hochlöblichsten Ertz-Hauses Oesterreich.

## Pensiero economico
Von Hörnigk lavorò in un'epoca in cui il suo paese era costantemente minacciato dall'invasione turca. Nella sua opera principale, Oesterreich über alles, wann es nur will, pubblicata nel 1684, espose una delle più chiare descrizioni di politica mercantile. Poiché a quel tempo i mercenari costituivano gran parte dell'esercito e la lealtà della nobiltà ungherese dipendeva in particolare dai pagamenti in contanti, egli era un convinto sostenitore di una politica coerentemente mercantilista, il cui scopo principale era aumentare i fondi disponibili. Principalmente suggeriva di assicurare alla stato importanti fonti di reddito, come miniere di minerali e in particolare quelle d'oro della Transilvania nelle montagne Apuse. A suo avviso, la ricchezza di un impero dipendeva principalmente dalle materie prime che possedeva e in maniera inferiore dal commercio, che a quel tempo era per lo più limitato ai beni di lusso. Compì diversi studi riguardo ai costi necessari stabilire un esercito imperiale di centomila uomini.
Le politiche da lui proposte riguardavano il nazionalismo, l'autosufficienza e il potere nazionale. Quest'opera è considerata uno degli scritti più importanti del mercantilismo e dominò il dibattito economico-politico di una generazione, gettando le basi per la politica economica assolutista nel XVIII secolo. Nel 1784 apparvero un totale di 15 edizioni.
Il titolo di quest'opera fu poi ripreso dal barone Philipp von Gemmingen per la sua rivista intitolata Teutschland über alles. Nel 1809 anche il poeta austriaco Heinrich Joseph von Collin usò la stessa frase per la canzone di un soldato patriottico.